# Tappenbeck
Pour l'explorateur allemand, voir Hans Tappenbeck
Tappenbeck est une commune allemande de l'arrondissement de Gifhorn, Land de Basse-Saxe.

## Géographie
Tappenbeck se situe entre le parc naturel de Südheide et la région du Drömling. Son territoire est traversé à l'est par le Kleine Aller.
| Bokensdorf | Bokensdorf | Jembke     |
|            | Tappenbeck |            |
| Weyhausen  |            | Wolfsbourg |

La commune de la banlieue de Wolfsbourg est traversée par la Bundesstraße 248 qui aboutit juste après la commune à la Bundesautobahn 39, entre Brome et Salzwedel. par ailleurs, la Bundesstraße 188 entre Gifhorn et Wolfsbourg passe au sud du territoire de la commune.

## Histoire
Le village est mentionné pour la première fois en 1495. À l'origine, il est un village circulaire venant des Wendes.

## Source, notes et références
- (de) Cet article est partiellement ou en totalité issu de l’article de Wikipédia en allemand intitulé « Tappenbeck » (voir la liste des auteurs).